# انا فلویا سانگلارد
انا فلویا سانگلارد (انگلیسی: Ana Flávia Sanglard؛ زادهٔ ۲۰ ژوئن ۱۹۷۰) بازیکن والیبال اهل برزیل است.